# Chamaecrista capensis
Chamaecrista capensis är en ärtväxtart som först beskrevs av Carl Peter Thunberg, och fick sitt nu gällande namn av Ernst Meyer. Chamaecrista capensis ingår i släktet Chamaecrista och familjen ärtväxter. Inga underarter finns listade i Catalogue of Life.